# Фёдоров, Игорь Геннадьевич
Игорь Геннадьевич Фёдоров (род. 26 сентября 1964) — глава администрации Ненецкого автономного округа с 24 февраля 2009 года по 22 февраля 2014 года.
С ноября 2010 года наименования «губернатор Ненецкого автономного округа» и «глава администрации Ненецкого автономного округа» являются равнозначными.

## Биография
Родился 26 сентября 1964 года в селе Лешуконское Архангельской области.

### Образование и трудовая деятельность
Окончил Архангельский государственный лесотехнический институт по специальности «Электроснабжение промышленных предприятий, городов и сельского хозяйства» и Всероссийский заочный финансово-экономический институт (ВЗФЭИ, ныне Финансовый университет при Правительстве Российской Федерации) по специальности «менеджмент» (2002).
С 1995 года работал в ОАО «Архэнерго» на различных должностях, с 1997 по 2005 год занимал пост начальника межрайонного отделения филиала Энергосбыт ОАО «Архэнерго».
В июле 2014 года возглавил государственное унитарное предприятие «Топливно-энергетический комплекс Санкт-Петербурга»

### Политическая деятельность
В мае 2005 года перешел на работу в мэрию Архангельска на должность заместителя мэра по городскому хозяйству.
С октября 2005 года по сентябрь 2008 года — исполнительный директор ОАО «Архэнерго».
С сентября 2008 года — заместитель губернатора Архангельской области по вопросам топливно-энергетического комплекса и ЖКХ.
В июле 2008 года на Игоря Фёдорова и его жену было совершено нападение. Супругов избили в подъезде жилого дома арматурными прутьями двое мужчин. Оба нападавших были задержаны.
16 февраля 2009 года, после добровольной отставки Валерия Потапенко, Указом Президента России Дмитрия Медведева назначен исполняющим обязанности главы администрации Ненецкого автономного округа, c 24 февраля — Глава администрации Ненецкого автономного округа.
С 5 июля 2011 по 4 января 2012 — член президиума Государственного совета Российской Федерации.
22 февраля 2014 года оставил должность губернатора в связи с истечением срока полномочий.

## Собственность и доходы
С семейным доходом за 2011 год в размере 34,4 млн рублей И. Г. Фёдоров занимает пятую строчку в рейтинге доходов руководителей российских регионов. Семье губернатора принадлежит недвижимость общей площадью 1489 м² и 17,6 соток земли. В 2010 году семейный доход Фёдорова составил сумму 19,1 млн рублей.

## Семья
Женат, отец двух дочерей.
Жена, Светлана Николаевна Фёдорова, являлась одним из крупнейших совладельцев ООО «Архангельское энергетическое предприятие» (основано Игорем Фёдоровым), позднее долю продала. С. Фёдорова, с полученным в 2010 году доходом в размере 12,97 млн рублей, входит в число десяти самых богатых жён губернаторов.
Старшая дочь, Фёдорова Анастасия Игоревна, окончила юридический факультет Архангельского университета.
Младшая дочь, Ирина, является студенткой САФУ.